# Liga de Campeones de la AFC 2006
La Liga de Campeones de la AFC 2006 fue la vigésima quinta edición del torneo de clubes de fútbol más importante de Asia. Se disputó desde el 8 de marzo al 8 de noviembre de 2006, y contó con la participación de 28 equipos, más el campeón de la edición anterior. El equipo ganador del evento fue Jeonbuk Hyundai Motors de Corea del Sur, tras vencer en la final a doble partido por 2:0 y 1:2 a Al Karamah de Siria. De esta forma, Jeonbuk Hyundai Motors obtuvo su primer título en este evento.

## Participantes por asociación
| Zona Oeste Asiático | Zona Oeste Asiático    | Zona Oeste Asiático  | Zona Oeste Asiático | Zona Oeste Asiático |
| Asociación          | Asociación             | AFC Champions League | AFC Cup             | AFC President's Cup |
| ------------------- | ---------------------- | -------------------- | ------------------- | ------------------- |
| 1                   | Arabia Saudíta         | 2+1                  |                     |                     |
| 2                   | Emiratos Árabes Unidos | 2                    |                     |                     |
| 3                   | Irán                   | 2                    |                     |                     |
| 4                   | Catar                  | 2                    |                     |                     |
| 5                   | Uzbekistán             | 2                    |                     |                     |
| 6                   | Irak                   | 2                    |                     |                     |
| 7                   | Kuwait                 | 2                    |                     |                     |
| 8                   | Siria                  | 2                    |                     |                     |
| 9                   | India                  |                      | 2                   |                     |
| 10                  | Jordania               |                      | 2                   |                     |
| 11                  | Líbano                 |                      | 2                   |                     |
| 12                  | Turkmenistán           |                      | 2                   |                     |
| 13                  | Bangladés              |                      | 2                   |                     |
| 14                  | Omán                   |                      | 2-1                 |                     |
| 15                  | Baréin                 |                      | 1                   |                     |
| 16                  | Yemen                  |                      | 2-2                 |                     |
| 17                  | Kirguistán             |                      |                     | 1                   |
| 18                  | Nepal                  |                      |                     | 1                   |
| 19                  | Pakistán               |                      |                     | 1                   |
| 20                  | Sri Lanka              |                      |                     | 1                   |
| 21                  | Tayikistán             |                      |                     | 1                   |
| 22                  | Afganistán             |                      |                     | 0                   |
| 23                  | Palestina              |                      |                     | 0                   |
| Total Participantes | Total Participantes    | 16+1                 | 15-3                | 5                   |

- Arabia Saudíta tuvo un cupo extra en la Liga de Campeones de la AFC debido a que tenían al campeón vigente
- Omán tenía 2 cupos para la Copa AFC pero uno fue descalificado por no registrar sus jugadores a tiempo
- Baréin tenía 2 cupos para la Copa AFC pero solo un equipo participó
- Yemén tenía 2 cupos para la Copa AFC pero ambos fueron descalificados por no registrar sus jugadores a tiempo
- Afganistán y Palestina eran elegibles para la Copa Presidente de la AFC pero desistieron su participación
- Bangladés geográficamente pertenece a la Zona Este

| Zona Este Asiático  | Zona Este Asiático  | Zona Este Asiático   | Zona Este Asiático | Zona Este Asiático  |
| Asociación          | Asociación          | AFC Champions League | AFC Cup            | AFC President's Cup |
| ------------------- | ------------------- | -------------------- | ------------------ | ------------------- |
| 1                   | República de Corea  | 2                    |                    |                     |
| 2                   | Japón               | 2                    |                    |                     |
| 3                   | China               | 2                    |                    |                     |
| 4                   | Vietnam             | 2                    |                    |                     |
| 5                   | Indonesia           | 2-2                  |                    |                     |
| 6                   | Tailandia           | 2-2                  |                    |                     |
| 7                   | Singapur            |                      | 2                  |                     |
| 8                   | Hong Kong           |                      | 2                  |                     |
| 9                   | Malasia             |                      | 2                  |                     |
| 10                  | Maldivas            |                      | 2                  |                     |
| 11                  | Bután               |                      |                    | 1                   |
| 12                  | Camboya             |                      |                    | 1                   |
| 13                  | Taiwán              |                      |                    | 1                   |
| 14                  | Birmania            |                      |                    | 0                   |
| 15                  | Brunéi Darussalam   |                      |                    | 0                   |
| 16                  | Filipinas           |                      |                    | 0                   |
| 17                  | Guam                |                      |                    | 0                   |
| 18                  | Laos                |                      |                    | 0                   |
| 19                  | Macao               |                      |                    | 0                   |
| 20                  | Mongolia            |                      |                    | 0                   |
| 21                  | RPD Corea           |                      |                    | 0                   |
| 22                  | Timor Oriental      |                      |                    | 0                   |
| Total Participantes | Total Participantes | 12-4                 | 8                  | 3                   |

- Indonesia y Taliandia perdieron sus cupos de la Liga de Campeones de la AFC por no registrar sus jugadores a tiempo
- Birmania,Brunéi Darussalam, Filipinas, Guam, Laos, Macao, Mongolia RPD Corea y Timor Oriental eran elegibles para la Copa Presidente de la AFC pero desistieron su participación
- Maldivas geográficamente pertenece a la Zona Oeste

## Fase de grupos

### Grupo A
| Pos. | Equipo      | Pts. | PJ | G | E | P | GF | GC | Dif. | Clasificación    |
| ---- | ----------- | ---- | -- | - | - | - | -- | -- | ---- | ---------------- |
| 1    | Al Qadisiya | 11   | 6  | 3 | 2 | 1 | 9  | 11 | −2   | Cuartos de Final |
| 2    | Pakhtakor   | 10   | 6  | 3 | 1 | 2 | 11 | 7  | +4   |                  |
| 3    | Al-Ittihad  | 8    | 6  | 2 | 2 | 2 | 6  | 7  | −1   |                  |
| 4    | Foolad      | 4    | 6  | 1 | 1 | 4 | 8  | 9  | −1   |                  |

 Fuente: 
| 8 de marzo de 2006 | Foolad                                                                                  | 6–0 | Al Qadisiya | Shahid Dastgerdi Stadium, Tehran |                                |
|                    | Rameshgar 10' · Soleimani 27' · Badavi 34' · Khaziravi 54' · Ahmadi 59' · Montazeri 72' |     |             | Asistencia: 7,000 espectadores   | Asistencia: 7,000 espectadores |

| 8 de marzo de 2006 | Pakhtakor                 | 2–0 | Al-Ittihad | Pakhtakor Markaziy Stadium, Taskent |                                 |
|                    | Inomov 16' · Kletskov 85' |     |            | Asistencia: 32,000 espectadores     | Asistencia: 32,000 espectadores |

| 22 de marzo de 2006 | Al-Ittihad | 0–0 | Foolad | Al Hamadania Stadium, Aleppo   |  |
|                     |            |     |        | Asistencia: 4,000 espectadores |  |

| 22 de marzo de 2006 | Al Qadisiya                   | 2–1 | Pakhtakor  | Mohammed Al-Hamad Stadium, Kuwait City |                                |
|                     | Al-Otaibi 87' · Al-Mutawa 90' |     | Soliev 45' | Asistencia: 3,500 espectadores         | Asistencia: 3,500 espectadores |

| 12 de abril de 2006 | Pakhtakor                   | 2–0 | Foolad | Pakhtakor Markaziy Stadium, Taskent |                                 |
|                     | Tadjiyev 13' · Djeparov 37' |     |        | Asistencia: 12,000 espectadores     | Asistencia: 12,000 espectadores |

| 13 de abril de 2006 | Al-Ittihad              | 2–2 | Al Qadisiya                             | Al Hamadania Stadium, Aleppo |  |
|                     | Homsi 23' · Al Agha 83' |     | Al-Mutawa 20' (pen.) · Tarab 90' (a.g.) |                              |  |

| 26 de abril de 2006 | Foolad        | 1–3 | Pakhtakor                                | Shahid Dastgerdi Stadium, Tehran |                                |
|                     | Soleimani 34' |     | Bayramov 46' · Kiryan 48' · Tadjiyev 57' | Asistencia: 4,000 espectadores   | Asistencia: 4,000 espectadores |

| 27 de abril de 2006 | Al Qadisiya   | 1–0 | Al-Ittihad | Mohammed Al-Hamad Stadium, Kuwait City |                                |
|                     | Al-Mutawa 83' |     |            | Asistencia: 7,000 espectadores         | Asistencia: 7,000 espectadores |

| 4 de mayo de 2006 | Al Qadisiya               | 2–0 | Foolad | Mohammed Al-Hamad Stadium, Kuwait City |  |
|                   | Al-Mutawa 3' 90+3' (pen.) |     |        |                                        |  |

| 4 de mayo de 2006 | Al-Ittihad                     | 2–1 | Pakhtakor     | Al Hamadania Stadium, Aleppo |  |
|                   | Al Rashad 17' · Al Damen 45+2' |     | Ponomarev 20' |                              |  |

| 17 de mayo de 2006 | Pakhtakor                 | 2–2 | Al Qadisiya                | Pakhtakor Markaziy Stadium, Taskent |                                 |
|                    | Bayramov 12' · Soliev 90' |     | Fadhel 7' · Al-Salamah 58' | Asistencia: 18,000 espectadores     | Asistencia: 18,000 espectadores |

| 17 de mayo de 2006 | Foolad       | 1–2 | Al-Ittihad                 | Shahid Dastgerdi Stadium, Tehran |                              |
|                    | Kolahkaj 77' |     | Al Damen 21' · Boudaka 73' | Asistencia: 500 espectadores     | Asistencia: 500 espectadores |

### Grupo B
| Pos. | Equipo   | Pts. | PJ | G | E | P | GF | GC | Dif. | Clasificación    |
| ---- | -------- | ---- | -- | - | - | - | -- | -- | ---- | ---------------- |
| 1    | Al-Ain   | 13   | 6  | 4 | 1 | 1 | 10 | 6  | +4   | Cuartos de Final |
| 2    | Al-Hilal | 10   | 6  | 3 | 1 | 2 | 12 | 7  | +5   |                  |
| 3    | Mash'al  | 8    | 6  | 2 | 2 | 2 | 7  | 11 | −4   |                  |
| 4    | Al-Minaa | 2    | 6  | 0 | 2 | 4 | 6  | 11 | −5   |                  |

 Fuente: 
| 8 de marzo de 2006 | Al-Minaa | 0–1 | Mash'al         | Sabah Al Salem Stadium, Kuwait City |                              |
|                    |          |     | Kholmurodov 31' | Asistencia: 100 espectadores        | Asistencia: 100 espectadores |

| 8 de marzo de 2006 | Al-Ain              | 2–0 | Al-Hilal | Tahnoun Bin Mohamed Stadium, Al Ain |                                 |
|                    | Ali 42' · Kelly 49' |     |          | Asistencia: 12,500 espectadores     | Asistencia: 12,500 espectadores |

| 22 de marzo de 2006 | Mash'al              | 1–1 | Al-Ain    | Markaziy Stadium, Karshi        |                                 |
|                     | Mirholdirshaev 90+4' |     | Diaky 15' | Asistencia: 10,000 espectadores | Asistencia: 10,000 espectadores |

| 23 de marzo de 2006 | Al-Hilal                                       | 3–1 | Al-Minaa   | King Fahd II Stadium, Riad      |                                 |
|                     | Tavares 31' · Aoda 60' (a.g.) · Al-Qahtani 90' |     | Hamoud 45' | Asistencia: 30,000 espectadores | Asistencia: 30,000 espectadores |

| 12 de abril de 2006 | Al-Ain                   | 2–1 | Al-Minaa   | Tahnoun Bin Mohamed Stadium, Al Ain |                                |
|                     | Jestrović 14' 33' (pen.) |     | Jabbar 15' | Asistencia: 9,000 espectadores      | Asistencia: 9,000 espectadores |

| 13 de abril de 2006 | Al-Hilal                                                                     | 5–0 | Mash'al | King Fahd II Stadium, Riad      |                                 |
|                     | Al-Mouri 30' · Giovanni 34' · Al-Swaileh 63' · Camacho 79' · Al-Shalhoub 85' |     |         | Asistencia: 27,000 espectadores | Asistencia: 27,000 espectadores |

| 26 de abril de 2006 | Mash'al                      | 2–1 | Al-Hilal        | Markaziy Stadium, Karshi       |                                |
|                     | Karaev 50' · Kholmurodov 82' |     | Al-Dosari 90+2' | Asistencia: 6,000 espectadores | Asistencia: 6,000 espectadores |

| 27 de abril de 2006 | Al-Minaa | 1–2 | Al-Ain                       | Mohammed Al-Hamad Stadium, Hawally |                              |
|                     | Falah 7' |     | Kelly 64' (pen.) · Diaky 66' | Asistencia: 250 espectadores       | Asistencia: 250 espectadores |

| 3 de mayo de 2006 | Mash'al                          | 2–2 | Al-Minaa                         | Markaziy Stadium, Karshi       |                                |
|                   | Hasanov 30' · Mirholdirshaev 72' |     | Abdulkazem 12' · Abdulsattar 60' | Asistencia: 3,000 espectadores | Asistencia: 3,000 espectadores |

| 4 de mayo de 2006 | Al-Hilal                             | 2–1 | Al-Ain        | King Fahd II Stadium, Riad      |                                 |
|                   | Camacho 33' · Al-Shalhoub 86' (pen.) |     | Jestrović 49' | Asistencia: 60,000 espectadores | Asistencia: 60,000 espectadores |

| 17 de mayo de 2006 | Al-Ain            | 2–1 | Mash'al         | Tahnoun Bin Mohamed Stadium, Al Ain |                                |
|                    | Jestrović 35' 45' |     | Kholmurodov 23' | Asistencia: 7,000 espectadores      | Asistencia: 7,000 espectadores |

| 17 de mayo de 2006 | Al-Minaa  | 1–1 | Al-Hilal     | Sabah Al Salem Stadium, Kuwait City |                              |
|                    | Falah 34' |     | Giovanni 48' | Asistencia: 200 espectadores        | Asistencia: 200 espectadores |

### Grupo C
| Pos. | Equipo       | Pts. | PJ | G | E | P | GF | GC | Dif. | Clasificación    |
| ---- | ------------ | ---- | -- | - | - | - | -- | -- | ---- | ---------------- |
| 1    | Al-Karamah   | 12   | 6  | 4 | 0 | 2 | 10 | 11 | −1   | Cuartos de Final |
| 2    | Saba Battery | 10   | 6  | 3 | 1 | 2 | 13 | 8  | +5   |                  |
| 3    | Al-Wahda     | 7    | 6  | 2 | 1 | 3 | 14 | 15 | −1   |                  |
| 4    | Al-Gharafa   | 6    | 6  | 2 | 0 | 4 | 11 | 14 | −3   |                  |

 Fuente: 
| 8 de marzo de 2006 | Al Gharafa | 0–2 | Saba Battery  | Al-Gharrafa Stadium, Doha    |                              |
|                    |            |     | Daei 47', 52' | Asistencia: 350 espectadores | Asistencia: 350 espectadores |

| 9 de marzo de 2006 | Al-Karamah                    | 2–1 | Al-Wahda  | Khalid ibn al-Walid Stadium, Homs |                                 |
|                    | Al Hamwi 45+2' · Turkmani 86' |     | Matar 13' | Asistencia: 30,000 espectadores   | Asistencia: 30,000 espectadores |

| 22 de marzo de 2006 | Saba Battery | 1–2 | Al-Karamah                   | Derakhshan Stadium, Robat Karim |                                |
|                     | Daei 16'     |     | Al-Hussain 63' · Ibrahim 90' | Asistencia: 7,000 espectadores  | Asistencia: 7,000 espectadores |

| 22 de marzo de 2006 | Al-Wahda                | 2–0 | Al Gharafa | Al Nahyan Stadium, Abu Dhabi    |                                 |
|                     | Matar 27' · Maurito 45' |     |            | Asistencia: 10,000 espectadores | Asistencia: 10,000 espectadores |

| 12 de abril de 2006 | Al Gharafa                                  | 4–0 | Al-Karamah | Al-Gharrafa Stadium, Doha    |                              |
|                     | Hubail 59' (pen.) 71' · Ali 81' · Quaye 89' |     |            | Asistencia: 500 espectadores | Asistencia: 500 espectadores |

| 12 de abril de 2006 | Saba Battery               | 2–2 | Al-Wahda                   | Derakhshan Stadium, Robat Karim |                                |
|                     | Ghasemian 24' · Akbari 27' |     | Maurito 60' · Mitrović 62' | Asistencia: 6,000 espectadores  | Asistencia: 6,000 espectadores |

| 26 de abril de 2006 | Al-Wahda                             | 2–4 | Saba Battery                                   | Al Nahyan Stadium, Abu Dhabi   |                                |
|                     | Golmohammadi 40' (a.g.) · Masoud 86' |     | Avdić 29' · Beigi 33' 52' · Bakhtiarizadeh 48' | Asistencia: 7,000 espectadores | Asistencia: 7,000 espectadores |

| 27 de abril de 2006 | Al-Karamah                          | 3–1 | Al Gharafa   | Khalid ibn al-Walid Stadium, Homs |                                |
|                     | Turkmani 67' 74' · Rifai 83' (pen.) |     | El Assas 65' | Asistencia: 5,000 espectadores    | Asistencia: 5,000 espectadores |

| 3 de mayo de 2006 | Saba Battery                                | 4–1 | Al Gharafa     | Derakhshan Stadium, Robat Karim |                                |
|                   | Avdić 72' · Daei 77' 83' · Golmohammadi 90' |     | Al-Mazroui 55' | Asistencia: 3,000 espectadores  | Asistencia: 3,000 espectadores |

| 3 de mayo de 2006 | Al-Wahda                                                  | 4–2 | Al-Karamah                    | Al Nahyan Stadium, Abu Dhabi |  |
|                   | Ameen 19' · Abdul Razzaq 21' · Ahmed 64' · Al Menhali 84' |     | Rifai 31' (pen.) · Jenyat 40' |                              |  |

| 17 de mayo de 2006 | Al Gharafa                                               | 5–3 | Al-Wahda                       | Al-Gharrafa Stadium, Doha |  |
|                    | Hubail 23' 66' 73' · Al Shammari 29' · Sergio 72' (pen.) |     | Ameen 16' · Al Menhali 60' 89' |                           |  |

| 17 de mayo de 2006 | Al-Karamah | 1–0 | Saba Battery | Khalid ibn al-Walid Stadium, Homs |                                 |
|                    | Rifai 31'  |     |              | Asistencia: 35,000 espectadores   | Asistencia: 35,000 espectadores |

### Grupo D
| Pos. | Equipo            | Pts. | PJ | G | E | P | GF | GC | Dif. | Clasificación    |
| ---- | ----------------- | ---- | -- | - | - | - | -- | -- | ---- | ---------------- |
| 1    | Al-Shabab         | 13   | 6  | 4 | 1 | 1 | 9  | 6  | +3   | Cuartos de Final |
| 2    | Al-Sadd           | 13   | 6  | 4 | 1 | 1 | 13 | 5  | +8   |                  |
| 3    | Al-Quwa Al-Jawiya | 6    | 6  | 2 | 0 | 4 | 5  | 9  | −4   |                  |
| 4    | Al-Arabi          | 3    | 6  | 1 | 0 | 5 | 5  | 12 | −7   |                  |

 Fuente: 
| 8 de marzo de 2006 | Al-Arabi | 0–1 | Al-Quwa Al-Jawiya | Sabah Al Salem Stadium, Kuwait City |                                |
|                    |          |     | Abdul-Ghani 76'   | Asistencia: 2,500 espectadores      | Asistencia: 2,500 espectadores |

| 9 de marzo de 2006 | Al-Shabab | 0–0 | Al-Sadd | King Fahd International Stadium, Riad |  |
|                    |           |     |         | Asistencia: 7,000 espectadores        |  |

| 22 de marzo de 2006 | Al-Quwa Al-Jawiya | 0–2 | Al-Shabab      | Tripoli Municipal Stadium, Trípoli |  |
|                     |                   |     | Attram 36' 45' |                                    |  |

| 22 de marzo de 2006 | Al-Sadd                                                      | 4–1 | Al-Arabi      | Al-Sadd Sports Club, Doha      |                                |
|                     | Ibrahim 32' · Tenorio 51' (pen.) · Al-Kuwari 62' · Ahmed 73' |     | Al-Khatib 48' | Asistencia: 3,500 espectadores | Asistencia: 3,500 espectadores |

| 12 de abril de 2006 | Al-Quwa Al-Jawiya | 0–2 | Al-Sadd                   | Tripoli Municipal Stadium, Trípoli |  |
|                     |                   |     | Tenorio 58' · Mohamed 87' |                                    |  |

| 12 de abril de 2006 | Al-Arabi                        | 3–0 | Al-Shabab | Sabah Al Salem Stadium, Kuwait City |                                |
|                     | Al-Khatib 21' 87' · Jarragh 68' |     |           | Asistencia: 1,000 espectadores      | Asistencia: 1,000 espectadores |

| 26 de abril de 2006 | Al-Sadd                                  | 3–0 | Al-Quwa Al-Jawiya | Al-Sadd Sports Club, Doha      |                                |
|                     | Al-Kuwari 23' · Felipe 83' · Mohamed 90' |     |                   | Asistencia: 1,200 espectadores | Asistencia: 1,200 espectadores |

| 27 de abril de 2006 | Al-Shabab                    | 2–0 | Al-Arabi | King Fahd International Stadium, Riad |                                |
|                     | Al-Shamrani 11' · Attram 13' |     |          | Asistencia: 5,000 espectadores        | Asistencia: 5,000 espectadores |

| 3 de mayo de 2006 | Al-Quwa Al-Jawiya                | 3–0 | Al-Arabi | Tripoli Municipal Stadium, Trípoli |                              |
|                   | Abdul-Ghani 31' 45' · Kathem 74' |     |          | Asistencia: 100 espectadores       | Asistencia: 100 espectadores |

| 4 de mayo de 2006 | Al-Sadd         | 2–3 | Al-Shabab                                | Al-Sadd Sports Club, Doha      |                                |
|                   | Tenorio 83' 90' |     | Akram 22' · Al-Shamrani 39' · Attram 56' | Asistencia: 2,000 espectadores | Asistencia: 2,000 espectadores |

| 17 de mayo de 2006 | Al-Arabi       | 1–2 | Al-Sadd                | Sabah Al Salem Stadium, Kuwait City |                              |
|                    | Al Qhareeb 34' |     | Felipe 63' · Ahmed 79' | Asistencia: 350 espectadores        | Asistencia: 350 espectadores |

| 17 de mayo de 2006 | Al-Shabab                   | 2–1 | Al-Quwa Al-Jawiya | King Fahd International Stadium, Riad |                                |
|                    | Al-Shamrani 41' · Akram 69' |     | Khodair 35'       | Asistencia: 3,000 espectadores        | Asistencia: 3,000 espectadores |

### Grupo E
| Pos. | Equipo                 | Pts. | PJ | G | E | P | GF | GC | Dif. | Clasificación    |
| ---- | ---------------------- | ---- | -- | - | - | - | -- | -- | ---- | ---------------- |
| 1    | Jeonbuk Hyundai Motors | 13   | 6  | 4 | 1 | 1 | 11 | 5  | +6   | Cuartos de Final |
| 2    | Dalian Shide           | 12   | 6  | 4 | 0 | 2 | 7  | 6  | +1   |                  |
| 3    | Gamba Osaka            | 10   | 6  | 3 | 1 | 2 | 26 | 7  | +19  |                  |
| 4    | Da Nang                | 0    | 6  | 0 | 0 | 6 | 1  | 27 | −26  |                  |

 Fuente: 
| 8 de marzo de 2006 | Da Nang | 0–2 | Dalian Shide                | Chi Lăng Stadium, Da Nang       |                                 |
|                    |         |     | Zou Jie 40' · Ji Mingyi 48' | Asistencia: 20,000 espectadores | Asistencia: 20,000 espectadores |

| 8 de marzo de 2006 | Jeonbuk Hyundai Motors              | 3–2 | Gamba Osaka                | Jeonju World Cup Stadium, Jeonju |                                |
|                    | Milton 29' · Kim Hyeung-bum 70' 84' |     | Endō 15' · Magno Alves 59' | Asistencia: 2,700 espectadores   | Asistencia: 2,700 espectadores |

| 22 de marzo de 2006 | Dalian Shide | 1–0 | Jeonbuk Hyundai Motors | Jinzhou Stadium, Dalian         |                                 |
|                     | Zou Jie 40'  |     |                        | Asistencia: 21,000 espectadores | Asistencia: 21,000 espectadores |

| 22 de marzo de 2006 | Gamba Osaka | 15–0 | Da Nang | Osaka Expo '70 Stadium, Osaka  |                                |
|                     | Endō 8' (pen.) · Fernandinho 20' 21' 37' 78' · Bando 24' · Magno Alves 42' 49' 70' 86' · Maeda 77' 80' · Miyamoto 82' · Hashimoto 85' · Ienaga 90' |      |         | Asistencia: 3,832 espectadores | Asistencia: 3,832 espectadores |

| 12 de abril de 2006 | Jeonbuk Hyundai Motors                      | 3–0 | Da Nang | Jeonju World Cup Stadium, Jeonju |                              |
|                     | Milton 23' · Kim Hyeung-bum 40' · Botti 80' |     |         | Asistencia: 748 espectadores     | Asistencia: 748 espectadores |

| 2006-04-12 | Gamba Osaka                           | 3–0 | Dalian Shide | Osaka Expo '70 Stadium, Osaka  |                                |
|            | Endō 48' (pen.) · Magno Alves 56' 71' |     |              | Asistencia: 5,555 espectadores | Asistencia: 5,555 espectadores |

| 26 de abril de 2006 | Da Nang | 0–1 | Jeonbuk Hyundai Motors | Chi Lăng Stadium, Da Nang      |                                |
|                     |         |     | Zé Carlos 21'          | Asistencia: 2,000 espectadores | Asistencia: 2,000 espectadores |

| 26 de abril de 2006 | Dalian Shide                   | 2–0 | Gamba Osaka | Jinzhou Stadium, Dalian         |                                 |
|                     | Zou Jie 19' · Zhang Yaokun 48' |     |             | Asistencia: 10,000 espectadores | Asistencia: 10,000 espectadores |

| 3 de mayo de 2006 | Gamba Osaka   | 1–1 | Jeonbuk Hyundai Motors | Osaka Expo '70 Stadium, Osaka   |                                 |
|                   | Yamaguchi 73' |     | Cho Jin-soo 45'        | Asistencia: 12,470 espectadores | Asistencia: 12,470 espectadores |

| 3 de mayo de 2006 | Dalian Shide | 1–0 | Da Nang | Jinzhou Stadium, Dalian         |                                 |
|                   | Liu Cheng 4' |     |         | Asistencia: 12,000 espectadores | Asistencia: 12,000 espectadores |

| 17 de mayo de 2006 | Da Nang            | 1–5 | Gamba Osaka | Chi Lăng Stadium, Da Nang      |                                |
|                    | Rogerio 72' (pen.) |     |             | Asistencia: 1,000 espectadores | Asistencia: 1,000 espectadores |

| 17 de mayo de 2006 | Jeonbuk Hyundai Motors                      | 3–1 | Dalian Shide | Jeonju World Cup Stadium, Jeonju |                                |
|                    | Kim Hyeung-bum 66' 88' · Wang Jung-hyun 81' |     | Zou Jie 58'  | Asistencia: 5,400 espectadores   | Asistencia: 5,400 espectadores |

### Grupo F
| Pos. | Equipo                 | Pts. | PJ | G | E | P | GF | GC | Dif. | Clasificación    |
| ---- | ---------------------- | ---- | -- | - | - | - | -- | -- | ---- | ---------------- |
| 1    | Ulsan Hyundai Horang-i | 6    | 2  | 2 | 0 | 0 | 3  | 0  | +3   | Cuartos de Final |
| 2    | Tokyo Verdy 1969       | 0    | 2  | 0 | 0 | 2 | 0  | 3  | −3   |                  |
| 3    | TTM FC                 | 0    | 0  | 0 | 0 | 0 | 0  | 0  | 0    | Descalificado    |
| 4    | Arema Malang           | 0    | 0  | 0 | 0 | 0 | 0  | 0  | 0    | Descalificado    |

 Fuente: 
- TTM FC y Arema Malang fueron descalificados por no hacer la lista de jugadores inscritos a tiempo.

| 8 de marzo de 2006 | Tokyo Verdy 1969 | 0–2 | Ulsan Hyundai Horang-i          | Ajinomoto Stadium, Tokio        |                                 |
|                    |                  |     | Choi Sung-kuk 57' · Machado 71' | Asistencia: 18,000 espectadores | Asistencia: 18,000 espectadores |

| 3 de mayo de 2006 | Ulsan Hyundai Horang-i | 1–0 | Tokyo Verdy 1969 | Munsu Cup Stadium, Ulsan       |                                |
|                   | Lee Chun-soo 43'       |     |                  | Asistencia: 3,150 espectadores | Asistencia: 3,150 espectadores |

### Grupo G
| Pos. | Equipo             | Pts. | PJ | G | E | P | GF | GC | Dif. | Clasificación    |
| ---- | ------------------ | ---- | -- | - | - | - | -- | -- | ---- | ---------------- |
| 1    | Shanghai Shenhua   | 6    | 2  | 2 | 0 | 0 | 7  | 3  | +4   | Cuartos de Final |
| 2    | Đồng Tâm Long An   | 0    | 2  | 0 | 0 | 2 | 3  | 7  | −4   |                  |
| 3    | Persipura Jayapura | 0    | 0  | 0 | 0 | 0 | 0  | 0  | 0    | Descalificado    |
| 4    | PEA FC             | 0    | 0  | 0 | 0 | 0 | 0  | 0  | 0    | Descalificado    |

 Fuente: 
- Persipura Jayapura y PEA FC fueron descalificados por no enviar la lista de jugadores inscritos a tiempo.

| 8 de marzo de 2006 | Shanghai Shenhua             | 3–1 | Đồng Tâm Long An          | Yuanshen Sports Centre Stadium, Shanghái |                                 |
|                    | Wang Ke 6' · Xie Hui 11' 51' |     | Antonio Carlos 65' (pen.) | Asistencia: 18,000 espectadores          | Asistencia: 18,000 espectadores |

| 3 de mayo de 2006 | Đồng Tâm Long An                      | 2–4 | Shanghai Shenhua                   | Long An Stadium, Long An       |                                |
|                   | Antonio Carlos 29' · Fabio Santos 62' |     | Gao Lin 45' 90' 90+1' · Yu Tao 65' | Asistencia: 3,000 espectadores | Asistencia: 3,000 espectadores |

## Segunda fase
|  | Cuartos de final       | Cuartos de final       | Cuartos de final      |   |               | Semifinales                      | Semifinales                      | Semifinales                      |  |  | Final                  | Final              | Final              |
|  | 13 y 20 de septiembre  | 13 y 20 de septiembre  | 13 y 20 de septiembre |   |               | 27 de septiembre y 18 de octubre | 27 de septiembre y 18 de octubre | 27 de septiembre y 18 de octubre |  |  | 1 y 8 de noviembre     | 1 y 8 de noviembre | 1 y 8 de noviembre |
|  |                        |                        |                       |   |               |                                  |                                  |                                  |  |  |                        |                    |                    |
|  | Ulsan Hyundai          | 6                      | 1                     |   |               |                                  |                                  |                                  |  |  |                        |                    |                    |
|  | Al-Shabab              | 0                      | 0                     |   |               |                                  |                                  |                                  |  |  |                        |                    |                    |
|  | Al-Shabab              | 0                      | 0                     |   | Ulsan Hyundai | 3                                | 1                                |                                  |  |  |                        |                    |                    |
|  |                        |                        |                       |   | Ulsan Hyundai | 3                                | 1                                |                                  |  |  |                        |                    |                    |
|  |                        | Jeonbuk Hyundai Motors | 2                     | 4 |               |                                  |                                  |                                  |  |  |                        |                    |                    |
|  | Shanghái Shenhua       | Jeonbuk Hyundai Motors | 2                     | 4 | 1             | 2                                |                                  |                                  |  |  |                        |                    |                    |
|  | Shanghái Shenhua       |                        |                       |   | 1             | 2                                |                                  |                                  |  |  |                        |                    |                    |
|  | Jeonbuk Hyundai Motors | 0                      | 4                     |   |               |                                  |                                  |                                  |  |  |                        |                    |                    |
|  |                        |                        |                       |   |               |                                  |                                  |                                  |  |  | Jeonbuk Hyundai Motors | 2                  | 1                  |
|  |                        |                        | Al Karamah            | 0 | 2             |                                  |                                  |                                  |  |  |                        |                    |                    |
|  | Al-Ain                 | 2                      | 0                     |   |               |                                  |                                  |                                  |  |  |                        |                    |                    |
|  | Qadsia                 | 2                      | 3                     |   |               |                                  |                                  |                                  |  |  |                        |                    |                    |
|  | Qadsia                 | 2                      | 3                     |   | Qadsia        | 0                                | 0                                |                                  |  |  |                        |                    |                    |
|  |                        |                        |                       |   | Qadsia        | 0                                | 0                                |                                  |  |  |                        |                    |                    |
|  |                        | Al Karamah             | 0                     | 1 |               |                                  |                                  |                                  |  |  |                        |                    |                    |
|  | Al-Ittihad             | Al Karamah             | 0                     | 1 | 2             | 0                                |                                  |                                  |  |  |                        |                    |                    |
|  | Al-Ittihad             |                        |                       |   | 2             | 0                                |                                  |                                  |  |  |                        |                    |                    |
|  | Al Karamah (pró.)      | 0                      | 4                     |   |               |                                  |                                  |                                  |  |  |                        |                    |                    |

### Cuartos de final

#### Ida
| 13 de septiembre de 2006 | Ulsan Hyundai Horang-i                                                                  | 6–0 | Al-Shabab | Munsu Cup Stadium, Ulsan       |                                |
|                          | Lee Chun-soo 22' · Lee Sang-ho 28' · Choi Sung-kuk 35' 78' · Leandrão 69' · Machado 87' |     |           | Asistencia: 3,873 espectadores | Asistencia: 3,873 espectadores |

| 13 de septiembre de 2006 | Shanghai Shenhua | 1–0 | Jeonbuk Hyundai Motors | Yuanshen Sports Centre Stadium, Shanghái |                                |
|                          | Gao Lin 32'      |     |                        | Asistencia: 5,000 espectadores           | Asistencia: 5,000 espectadores |

| 13 de septiembre de 2006 | Al Qadisiya        | 2–2 | Al Ain                   | Mohammed Al-Hamad Stadium, Kuwait City |                                |
|                          | Al-Salamah 45' 48' |     | Jestrović 23' · Dodô 66' | Asistencia: 9,000 espectadores         | Asistencia: 9,000 espectadores |

| 13 de septiembre de 2006 | Al-Ittihad               | 2–0 | Al-Karamah | Prince Abdullah al-Faisal Stadium, Jeddah |                                 |
|                          | Keita 43' · Borgetti 46' |     |            | Asistencia: 20,000 espectadores           | Asistencia: 20,000 espectadores |

#### Vuelta
| 20 de septiembre de 2006                               | Jeonbuk Hyundai Motors                                   | 4–2 | Shanghai Shenhua          | Jeonju World Cup Stadium, Jeonju |                                |
|                                                        | Zé Carlos 44' 61' · Yeom Ki-hun 69' · Jung Jong-kwan 78' |     | Gao Lin 35' · Jancker 89' | Asistencia: 9,000 espectadores   | Asistencia: 9,000 espectadores |
| Jeonbuk Hyundai Motors gana 4–3 en el marcador global. |                                                          |     |                           |                                  |                                |

| 20 de septiembre de 2006                    | Al Ain | 0–3 | Al Qadisiya                     | Tahnoun Bin Mohamed Stadium, Al Ain |                                 |
|                                             |        |     | Bashir 25' 90' · Al-Hinai 90+3' | Asistencia: 10,000 espectadores     | Asistencia: 10,000 espectadores |
| Al Qadisiya gana 5–2 en el marcador global. |        |     |                                 |                                     |                                 |

| 20 de septiembre de 2006                               | Al-Shabab | 0–1 | Ulsan Hyundai Horang-i | King Fahd International Stadium, Riad |                                |
|                                                        |           |     | Park Dong-hyuk 49'     | Asistencia: 2,000 espectadores        | Asistencia: 2,000 espectadores |
| Ulsan Hyundai Horang-i gana 7–0 en el marcador global. |           |     |                        |                                       |                                |

| 20 de septiembre de 2006                   | Al-Karamah                                 | 4–0 (t. s.) | Al-Ittihad | Khalid ibn al-Walid Stadium, Homs |                                 |
|                                            | Mando 41' · Omaier 49' · Ibrahim 104' 110' |             |            | Asistencia: 25,000 espectadores   | Asistencia: 25,000 espectadores |
| Al-Karamah gana 4–2 en el marcador global. |                                            |             |            |                                   |                                 |

### Semifinales

#### Ida
| 27 de septiembre de 2006 | Jeonbuk Hyundai Motors                 | 2–3 | Ulsan Hyundai Horang-i                                | Jeonju World Cup Stadium, Jeonju |                                 |
|                          | Zé Carlos 26' (pen.) · Yeom Ki-hun 46' |     | Yoo Kyoung-youl 6' · Vinícius 37' · Choi Sung-kuk 82' | Asistencia: 12,473 espectadores  | Asistencia: 12,473 espectadores |

| 27 de septiembre de 2006 | Al-Karamah | 0–0 | Al Qadisiya | Khalid ibn al-Walid Stadium, Homs |  |
|                          |            |     |             | Asistencia: 35,000 espectadores   |  |

#### Vuelta
| 18 de octubre de 2006                                  | Ulsan Hyundai Horang-i | 1–4 | Jeonbuk Hyundai Motors                                                          | Munsu Cup Stadium, Ulsan        |                                 |
|                                                        | Lee Chun-soo 70'       |     | Choi Jin-cheul 10' · Jung Jong-kwan 20' · Lim You-hwan 68' · Lee Kwang-hyun 81' | Asistencia: 15,836 espectadores | Asistencia: 15,836 espectadores |
| Jeonbuk Hyundai Motors gana 6–4 en el marcador global. |                        |     |                                                                                 |                                 |                                 |

| 18 de octubre de 2006                      | Al Qadisiya | 0–1 | Al-Karamah | Al-Sadaqua Walsalam Stadium, Kuwait City |                                 |
|                                            |             |     | Jenyat 15' | Asistencia: 20,000 espectadores          | Asistencia: 20,000 espectadores |
| Al-Karamah gana 1–0 en el marcador global. |             |     |            |                                          |                                 |

### Final

#### Ida
| 1 de noviembre de 2006 | Jeonbuk Hyundai Motors        | 2–0 | Al-Karamah | Jeonju World Cup Stadium, Jeonju |                                 |
|                        | Yeom Ki-hun 59' · Botti 90+1' |     |            | Asistencia: 25,830 espectadores  | Asistencia: 25,830 espectadores |

#### Vuelta
| 8 de noviembre de 2006                                 | Al-Karamah              | 2–1 | Jeonbuk Hyundai Motors | Khalid ibn al-Walid Stadium, Homs |                                 |
|                                                        | Mando 54' · Ibrahim 61' |     | Zé Carlos 86'          | Asistencia: 40,000 espectadores   | Asistencia: 40,000 espectadores |
| Jeonbuk Hyundai Motors gana 3–2 en el marcador global. |                         |     |                        |                                   |                                 |

## Campeón
| Bandera de Corea del Sur                         |
| Campeón Jeonbuk Hyundai Motors F. C. 1.er título |